# María Belén Ludueña
María Belén Ludueña (Mar del Plata, 19 de abril de 1986) es una periodista, conductora de televisión y abogada argentina, esposa desde 2022 de Jorge Macri, actual jefe de Gobierno de la Ciudad de Buenos Aires. Actualmente conduce Mujeres argentinas por eltrece.

## Biografía
María Belén Ludueña nació en la ciudad de Mar del Plata en 1986. Recibió su título de grado como abogada a los 24 años en la Universidad Nacional de Mar del Plata. Actualmente, ejerce como periodista y conductora en la televisión argentina.

## Carrera
En 2005, a los 19 años, fue coronada como la 34ª Reina Nacional del Mar en la Fiesta Nacional del Mar en Mar del Plata. A partir de este reconocimiento, comenzó a incursionar en los medios de comunicación. En 2006 debutó como conductora de un noticiero local y, entre 2008 y 2009, se desempeñó como movilera de espectáculos en El Sillón de Rivadavia en Radio Rivadavia junto a Ricardo Guazzardi. Paralelamente, cursó la carrera de Licenciatura en Derecho en la Universidad Nacional de Mar del Plata.  En 2010, luego de graduarse como abogada, trabajó durante seis meses en un estudio jurídico. Sin embargo, decidió continuar su carrera en los medios.
Condujo un programa en El Garage TV y luego fue convocada por un empresario marplatense de medios para trabajar en el Canal 2, donde fue parte, durante cinco años en un magazine informativo en Canal 8 de Mar del Plata, y al año siguiente condujo Escuchá lo que te digo en Radio Mega 90.1 y luego Demasiada Tarde en Radio La 100. Además, fue presentadora de los streamings de Coca Cola In Concert en Mar del Plata y Villa Carlos Paz en la temporada de 2012.
Durante el 2013 trabajó en un magazine de radio, Touch & Go, en Radio Mega 90.1. Al año siguiente fue conductora y gerente comercial durante 3 años en Kilómetro Cero, un programa de TV turístico del Canal 8 de Mar del Plata. En 2017 se trasladó a Buenos Aires para continuar su desarrollo profesional.
En 2018 fue convocada por el periodista Paulino Rodrigues para trabajar junto a él en el Canal 26 en el programa La Lupa, donde presentaba el pronóstico del clima y la columna Ahora Tres de Belén. Además, trabajó en el programa Antes que Mañana de la Radio Continental. Posteriormente, trabajó junto a Eduardo Feinmann en A24 y en Feinmann 910 en Radio La Red. Además, era conductora de Vivo El Domingo con Javier Díaz y todo su equipo.
En el mes de octubre de 2019 comenzó a trabajar en Buenos Días América y Buenos Días América Extra en América TV, donde se desempeñó como coconductora junto a Antonio Laje hasta noviembre de 2021. A mediados de marzo de 2022 asumió la conducción del noticiero de América Noticias al Mediodía junto a Guillermo Andino, también en América TV.
A comienzos de 2023 condujo el programa Invasores de la TV en América TV junto a Luis Ventura, periodista de espectáculos. Posteriormente, en República Z debutó con su propio programa de streaming, Invencibles, donde entrevistaba a mujeres.
En 2024, se sumó como panelista en el programa Poco Correctos en El Trece junto a Leandro El Chino Leunis y Joaquín El Pollo Álvarez como conductores, en el que fue convocada por el productor Eduardo “Coco” Fernández. A fines de enero de 2025 condujo Pinamar Moda Look junto a Horacio Cabak.
Actualmente, es conductora del programa Mujeres argentinas, un ciclo dedicado a actualidad, moda y cocina.

## Vida personal
Nació en la ciudad de Mar del Plata, costa argentina donde reside su familia. 
Es hija del publicista Carlos Ludueña y de María Cristina Díaz Peyrot, ama de casa. Tiene 2 hermanas, Josefina y María de la Paz, quien es martillera y corredora pública.
El 8 de septiembre de 2017 conoció a Jorge Macri durante una entrevista en el programa La Lupa de Canal 26. Comenzaron una relación en 2018 y contrajeron matrimonio el 12 de noviembre de 2022 en La Rural, Buenos Aires.